# La Nuit du serpent
La Nuit du serpent est la quarante-neuvième histoire de la série Les Aventures de Buck Danny de Francis Bergèse. Elle est publiée pour la première fois dans le journal Spirou du no 3248 au no 3258. Puis est publiée sous forme d'album en 2000.

## Résumé
Pendant que Danny, Tumbler, Tuckson (et un nouvel ailier: le major Dick Jackson) effectuent des démonstrations en vol du F-22A Raptor au Salon du Bourget, le Lt-Colonel Maxwell, aux commandes de son F-16 du 35th Fighter Squadron (en) basé à Kusan en Corée du Sud, effectue une mission de routine à proximité de la frontière nord.
Rendu aveugle par un puissant laser rouge, le pilote est dans l'impossibilité de retourner à sa base en raison du sabotage de son pilote automatique, qui lui fait systématiquement prendre un cap au nord, le conduisant ainsi à traverser la zone démilitarisée et à franchir la frontière.
En conséquence, l'appareil de Maxwell est descendu par un canon automoteur de la défense antiaérienne au dessus de la Corée du Nord. Les autorités de Pyongyang s'enorgueillissent d'un tel fait d'armes et proclament qu'elles ont capturé le pilote, qui s'est effectivement éjecté.
Mais il n'en est rien. Un plan de sauvetage et d'extraction de Maxwell, combiné à celui de la récupération de l'épave du F-16, est donc établi.
 Danny et ses adjoints font le voyage en F-22A depuis la France vers Okinawa pour intervenir dans l'opération en utilisant la furtivité du Raptor, pour appuyer les mouvements aériens et terrestres dans la zone où le dernier appel de Maxwell a été localisé. Buck va se faire déposer en territoire ennemi par un hélicoptère CH-53. 
L'épisode se conclura par l'évasion de Maxwell, aidé par Danny et une soldate Nord-coréenne, à travers un tunnel foré sous la zone démilitarisée (Permettant la circulation de véhicules légers, voire de blindés, le tunnel décrit dans l'aventure semble légèrement plus grand que ceux de la réalité, dont la section transversale est en moyenne de 2 mètres sur 2).

## Contexte historique
Kim Jong-il, fils du président Kim Il-sung, a été préparé officiellement à prendre sa succession dès 1980. Après le décès de ce dernier en 1994, et à la suite d'un deuil national de trois ans conforme à la tradition coréenne après la mort du père, il accède officiellement aux plus hautes fonctions de l'État en 1997. Le 31 août 1998, la Corée du Nord a procédé au lancement d'un satellite artificiel, le Kwangmyŏngsŏng 1 depuis un missile balistique Taepodong-1. Malgré l'annonce officielle du succès de ce vol, des spécialistes américains affirment n'avoir trouvé aucune trace du satellite et estiment que l'étage supérieur serait tombé en panne avant la mise en orbite.
Kim Jong-il a encouragé des mesures de libéralisation économique depuis 2002, tout en renforçant la capacité militaire du pays, dans un contexte international tendu.

## Personnages
Outre les protagonistes habituels, les personnages suivants interviennent ou font leur retour :
- Max « Bloody » Maxwell : lieutenant-colonel (US Air Force), précédemment rencontré dans l'épisode Les Agresseurs où il avait le grade de major.
- N… Scott : Major général (US Air Force), précédemment rencontré dans l'épisode L'Escadrille fantôme sous le surnom de « Général X ».

## Avions
- General Dynamics F-16C Fighting Falcon
- Lockheed-Martin F-22A Raptor
- McDonnell Douglas F-4 Phantom II (en stèle planche NS.8B)
- Airship Industries Skyship 600 (planche NS.9A)
- Lockheed C-130 Hercules (planche NS.9B)
- Sikorsky UH-60 Black Hawk
- Boeing RC-135V/W Rivet Joint
- Sikorsky MH-53J Pave Low III
- Boeing KC-135 Stratotanker
- Pilatus PC-7 (planche NS.16A)
- Lockheed U-2R (planche NS.19B)
- McDonnell Douglas F-15 Eagle (planche NS.22B, NS.23A et NS.45B)
- Boeing E-3 Sentry (planche NS.26A, NS.31B, NS.33B et NS.34A)
- Mikoyan-Gourevitch MiG-21 « Fishbed » (planche NS.27B)
- Mil Mi-24 « Hind » (planche NS.28A)
- Mikoyan-Gourevitch MiG-29 « Fulcrum-A » (planche NS.31A, NS.35B et NS.36C)
- Soukhoï Su-25 « Frogfoot » (planche NS.35B et NS.36C)
- Mil Mi-8 « Hip » (planche NS.36A)
- Shenyang J-6 (F-6) « Farmer »(planche NS.45A et B)